# (73326) 2002 JH102
(73326) 2002 JH102 – planetoida z pasa głównego asteroid okrążająca Słońce w ciągu 3,63 lat w średniej odległości 2,36 j.a. Odkryta 9 maja 2002 roku.